# Stilbit
Stilbit är namnet på en serie tektosilikatmineraler från zeolitgruppen. Före 1997 erkändes stilbit som en mineralart, men en omklassificering 1997 av International Mineralogical Association ändrade den till ett serienamn, med mineralarter som gavs beteckning:
- Stilbit-Ca
- Stilbit-Na

Stilbit-Ca, den överlägset vanligaste av de två, är ett vattenhaltigt kalciumnatrium- och aluminiumsilikat, NaCa4(Si27Al9)O72·28(H2O). När det gäller stilbit-Na dominerar natrium över kalcium. Arterna är visuellt omöjliga att åtskilja och serienamnet stilbit används fortfarande när testning inte har utförts.

## Historik
Först ansågs heulandit och stilbit vara identiska mineraler. Efter att de visade sig vara två separata arter, 1818, föreslogs namnet desmin ("en bunt") för stilbit, och detta namn används fortfarande i Tyskland. Det engelska namnet "stilbite" kommer från grekiskan stilbein = att lysa, på grund av den pärlblanka lystern i {010}-ytorna.

## Kemi och besläktade bergarter
Stilbit uppvisar en stor variation av utbytbara katjoner, där kisel- och aluminiumjoner upptar likvärdiga platser och kan ersätta varandra. Eftersom kisel och aluminium har olika laddning (Si4+ och Al3+) måste jonerna som upptar natrium/kalciumstället anpassa sig för att upprätthålla laddningsbalansen. Det finns en kontinuerlig serie mellan stellerit, vars formel kan skrivas som Ca4(Si28Al8)O72·28(H2O), och stilbit, och en annan kontinuerlig serie mellan stilbit och barrerit, Na8(Si28Al8)O72·26(H2O).
Epistilbit är en säskild zeolitart som inte är relaterad till stilbit.

## Kristallklass
Stilbit är vanligtvis monoklinisk 2/m, vilket betyder att den har en tvåfaldig rotationssymmetriaxel vinkelrät mot ett spegelplan. Den dubbla axeln är kristallaxeln b, och kristallaxlarna a och c ligger i spegelplanet. För en monoklin kristall lutar a och c mot varandra i en vinkel β som inte är en rät vinkel. För stilbit är β nästan 130°. Stilbitkristaller tycks dock vara nästan ortorombiska, och en större enhetscell kan väljas, innehållande två formelenheter (Z = 2) så att de liknar en ortorombisk cell, med alla tre kristallaxlarna mycket nära inbördes vinkelräta. Mineralet sägs vara pseudo-ortorombiskt.
Icke-ändelementsformer av stilbit kan vara trikliniska eller till och med verkligt ortorombiska, där ramverket kan ha symmetri som sträcker sig från ortorombisk till triklinisk i en enda kristall.

## Förekomst
Kristaller är vanligtvis tunna tabellformade, tillplattade parallellt med den dominerande spaltningen och förlängda längs a-axeln. Aggregat kan vara kärvliknande eller i flugor, även fibrösa och klotformade. Tvilling, kruciform och penetration, är extremt vanligt på {001}.

## Miljö
Stilbit är ett sekundärt hydrotermiskt lågtemperaturmineral. Det förekommer i de amygdaloidala håligheterna i basaltiska vulkaniska bergarter, i andesiter, gnejs och hydrotermiska ådror. Det bildas också i varma källor, och som cementeringsmedel i vissa sandstenar och konglomerat. Stilbit har inte hittats i sedimentära tuffavlagringar eller djuphavsavlagringar. Närliggande mineraler är andra zeoliter, prehnit, kalcit och kvarts.

## Depositioner
Stilbit finns rikligt i de vulkaniska bergarterna på Island, Färöarna, Isle of Skye, Bay of Fundy, Nova Scotia (där det är det provinsiella mineralet ), norra New Jersey och North Carolina. Laxrosa kristaller förekommer med ljusgrön apofyllit i Deccan Traps nära Mumbai (Bombay) och Pune, Indien. Vita kärveliknande grupper täcker kalciten (Iceland-spar) i Berufjord nära Djupivogr på Island, bruna kärvar finns nära Paterson, New Jersey i USA och kristaller av en tegelröd färg finns i Old Kilpatrick, Skottland.
Island anses allmänt vara typlokalitet för stilbit-Ca. Det antas vara Helgusta Islands spargruva, längs Reydarfjordur. Utmärkta vita flugor av stilbit finns här på kalcit och kvarts, förknippade med heulandit och laumontit i håligheter.
Typlokaliteten för stilbit-Na är Kap Pula, Pula, Cagliari provinsen, Sardinien, Italien. Små, glänsande, vita eller rosa, spetsiga blad av stilbit-Na, och formlösa massor, upp till 5 cm i diameter, har hittats där, som täcker en tunn skorpa av rödaktig heulandit i stora sprickor och håligheter i starkt eroderad vulkanisk andesit eller ryolit.
Tertiär Deccan-basalterna i västra Indien är de mest produktiva källorna till stilbit i världen. Stilbit är den vanligaste zeoliten på tholeiitic basalt-platåerna nära Nasik och Pune och minskar i överskott mot kusten vid Mumbai.

## Bildgalleri

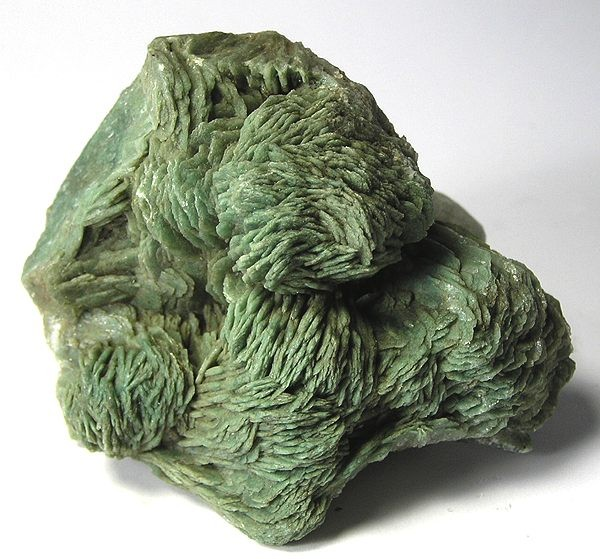
Grön Stilbit-Ca, som fått dess färg genom inslag av celadonit.
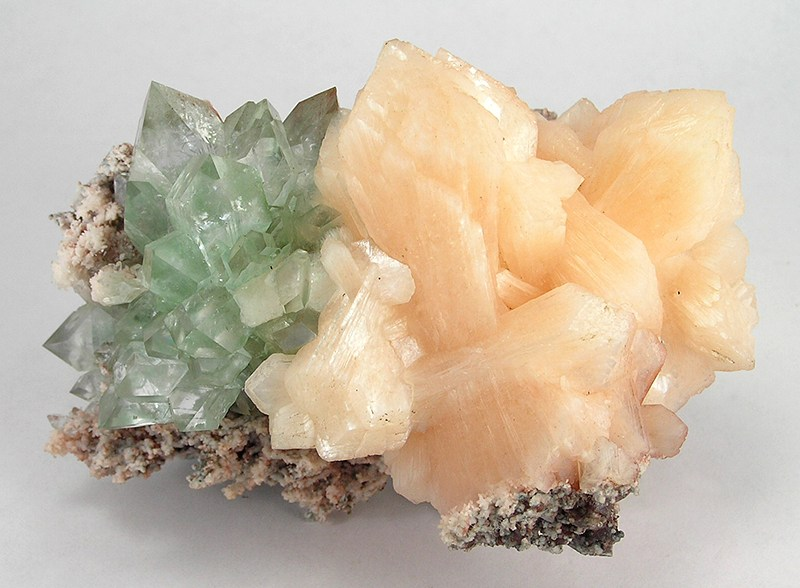
På en matris av vit kalcedon finns en grupp ljusa laxstilbitkristaller; intill finns ett kluster av mintgröna fluorapofyllitkristaller.
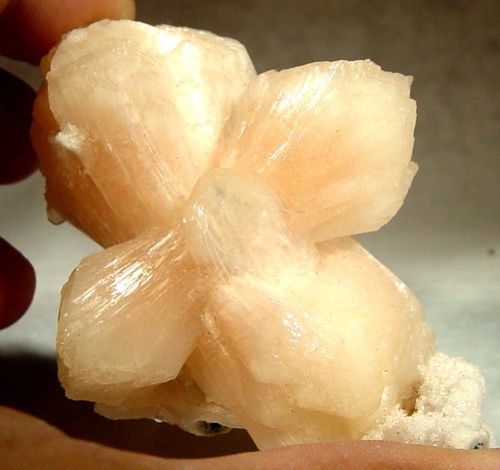
Sammanväxta rosa stilbitkristaller som visar tendensen "fluga" från Jalgaon District, Maharashtra, Indien.
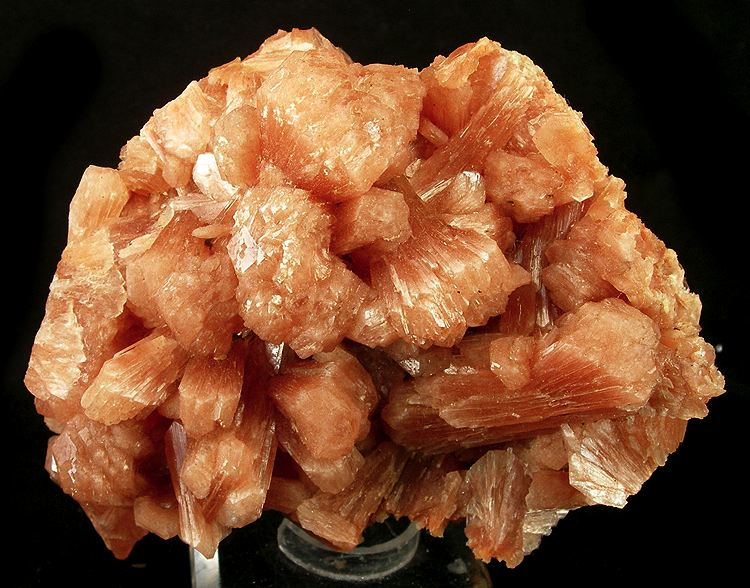
Röd-orange Stilbite-Ca från Jalgaon District, Maharashtra, Indien.